# Скворцов, Дмитрий Иванович
Дмитрий Иванович Скворцов (1861 — 1919) — русский историк, богослов, педагог. Магистр богословия.

## Биография
Окончил Костромскую духовную семинарию, Московскую духовную академию. Преподавал в Тверской (с 1887 г.), Московской (с 1899 г.), Тульской (с 1900 г.) и Черниговской духовных семинариях. Имел чин статского советника. Кавалер орденов Св. Станислава 3-й степени и Св. Анны 3-й степени. Награждён серебряной медалью «В память коронации Императора Николая II».
Автор многочисленных исследований по истории раскола и сектантства, а также — работ «Дионисий Зобниновский, архимандрит Троицкого-Сергиева монастыря (ныне лавры)» (1890) и «Дионисий Зобниновский, архимандрит Троицы-Сергиева монастыря (очерк жизни и деятельности его, преимущественно до назначения в троицкие архимандриты)» (1890), которые являются наиболее крупными русскоязычными трудами, посвящёнными данному иерарху.